# Antigone (rodzaj)
Antigone – rodzaj ptaków z rodziny żurawi (Gruidae).

## Zasięg występowania
Rodzaj obejmuje gatunki występujące w Ameryce Północnej (Kanada, Stany Zjednoczone, Meksyk i Kuba), Azji (Rosja, Chińska Republika Ludowa, Mongolia, Pakistan, Indie, Nepal, Bhutan, Bangladesz, Mjanma, Kambodża, Laos, Wietnam, Korea Południowa i Północna, Japonia i nowogwinejska część Indonezji) i Australazji (Papua-Nowa Gwinea i Australia).

## Morfologia
Długość ciała 120–176 cm, rozpiętość skrzydeł 160–280 cm; masa ciała 3350–12 240 g; samce są większe i cięższe od samic.

## Systematyka

### Etymologia
- Antigone: epitet gatunkowy Ardea antigone Linnaeus, 1758; w mitologii greckiej Antygona była córką Laomedona, króla Troi, która została zamieniona w bociana, bo ośmieliła się porównywać do bogini Hery; Karol Linneusz pomylił ten mit z mitem o Geranie, księżniczce Pigmejów, która została zamieniona w żurawia przez Herę za popełnienie tego samego rodzaju obrazy majestatu[7].
- Pseudogeranus: gr. ψευδος pseudos „fałszywy, inny”; γερανος geranos „żuraw”[8]. Gatunek typowy: Grus leucauchen Temminck, 1827 (= Grus vipio Pallas, 1811).
- Mathewsia: Gregory Macalister Mathews (1876–1949), australijski ornitolog amator, kolekcjoner[9]. Gatunek typowy: Ardea rubicunda Perry, 1810.
- Mathewsena: rodzaj Mathewsia Iredale, 1911; łac. przyrostek -ena „odnoszący się do”[10]. Nazwa zastępcza dla Mathewsia Iredale, 1811, ponieważ Iredale błędnie uważał, że nazwa ta jest zajęta przez Matthewsia Gemminger, 1868 (Coleoptera).
- Baeopteryx: gr. βαιος baios „mały, krótki”; πτερυξ pterux, πτερυγος pterugos „skrzydło”[11]. Gatunek typowy: †Baeopteryx latipes Wetmore, 1960.

### Podział systematyczny
Taksony wyodrębnione z Grus. Do rodzaju należą następujące gatunki:
- Antigone canadensis (Linnaeus, 1758) – żuraw kanadyjski
- Antigone vipio (Pallas, 1811) – żuraw białoszyi
- Antigone antigone (Linnaeus, 1758) – żuraw indyjski
- Antigone rubicunda (Perry, 1810) – żuraw australijski
- Antigone cubensis (Fischer & Stephan, 1971) – wymarły, plejstoceński gatunek[14]